# Münchner Marionettentheater
Il Münchner Marionettentheater (tradotto in italiano come teatro delle marionette di Monaco di Baviera) è un teatro in gestione privata. Si tratta del più antico teatro delle marionette non mobile nei paesi di lingua tedesca.
Fu costruito sulle fondamenta della vecchia fortificazione di Monaco nella odierna Blumenstraße vicino alla Sendlinger Tor. Fu costruito per volontà del maestro Papa Schmid che era del parere che il teatro delle marionette potesse aveva una influenza pedagogica positiva sullo sviluppo dei bambini. 
Papa Schmid dette l'appalto al rinomato architetto Theodor Fischer. Il teatro fu inaugurato nel 1900.
Dall'esterno l'edificio è classicheggiante con colonne e timpano all'ingresso. L'idea era di creare un tempio delle muse per i bambini.